# First Air
First Air war eine kanadische Fluggesellschaft im Besitz der Inuit von Nunavik mit Sitz in Ottawa und Basen auf den Flughäfen Yellowknife und Iqaluit. Die 1946 als Bradley Air Services gegründete Gesellschaft wurde am 1. November 2019 von Canadian North übernommen.

## Geschichte
Die Gesellschaft wurde unter dem Namen Bradley Air Services 1946 gegründet. Zwischen 1954 und 1956 wurden vier Kleinflugzeuge Cessna 180 in den Northwest Territories für Charterflüge und im Rahmen des Aufbaus der Distant Early Warning Line (DEW) eingesetzt. Im Jahr 1958 entstand ein regulärer Flugbetrieb zur Unterstützung der Öl- und Mineralsuchgesellschaften. Ab 1968 folgten weitere Projekte zur Erforschung der Arktis mit Hilfe der Flotte der First Air, die dementsprechend mit Flugzeugen vom Typ de Havilland Canada DHC-2 Beaver und DHC-3 Otter ausgebaut wurde. Die erste DHC-6 Twin Otter wurde 1969 fabrikneu erworben. Im Jahr 1971 wurde die nördlichste Basis für kommerzielle Flüge in Eureka (ca. 1000 km vom Nordpol entfernt) gegründet. Hier wurden außer DHC-6 Twin Otter ab 1972 auch zwei Douglas DC-3 eingesetzt.

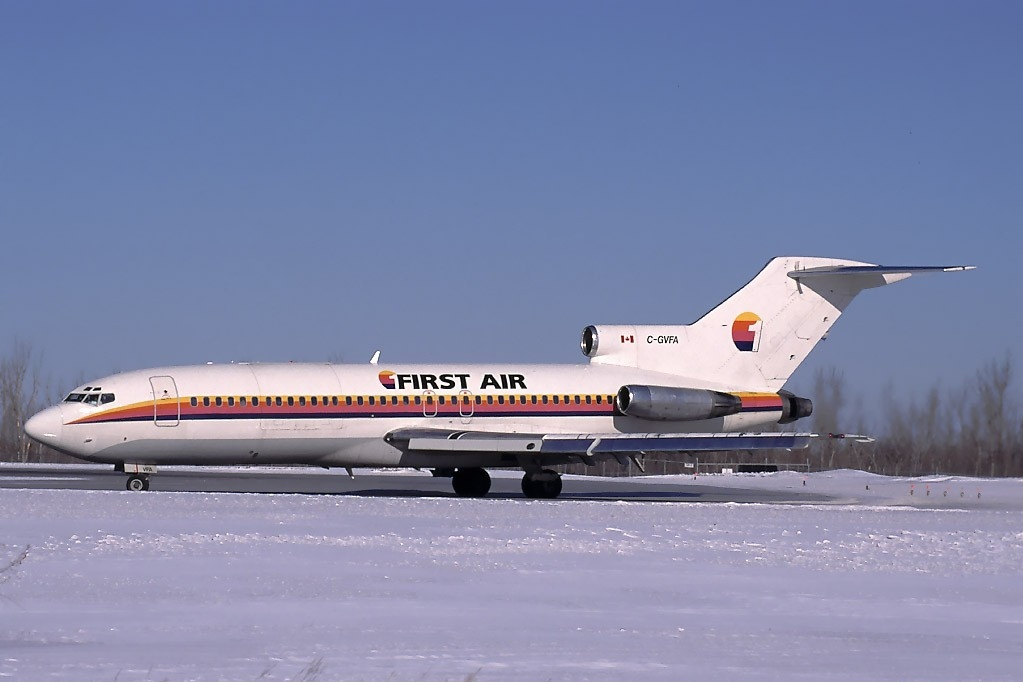
Boeing 727-100C der First Air, 2001

Unter dem Markennamen First Air wurde 1973 ein Linienflugbetrieb zwischen Ottawa und North Bay bzw. Sudbury aufgenommen. Im selben Jahr wurde eine weitere Basis in Resolute Bay gegründet, 1975 folgte die Basis Frobisher Bay (ab 1987 Iqaluit genannt). Am 10. September 1979 wurde die erste Hawker Siddeley 748 (HS 748) von später insgesamt 17 Exemplaren dieses Typs in Dienst gestellt, um die DC-3 auf den Strecken von Frobisher Bay und ab März 1981 auch von Ottawa und Montreal zu ersetzen.
Im Jahr 1986 erwarb First Air eine erste Boeing 727-100C für Fracht und Passagiere. Am 28. September 1990 wurde die Gesellschaft von Makivik, der Organisation der Inuit von Nunavik, übernommen, die auch Eigentümerin der Air Inuit ist. Mit HS 748 wurde im selben Jahr eine internationale Verbindung von Iqaluit zum Flughafen Nuuk in Grönland eröffnet. Zwischen 1987 und 1994 übernahm First Air den gesamten Transport für das DEW-Projekt zwischen Alaska und Grönland; hierfür wurden je zwei weitere Hawker Siddeley 748 und Twin Otter beschafft. Die letzten der insgesamt 14 betriebenen Douglas DC-3 wurden im Jahr 1993 verkauft. Eine weitere Strecke nach Grönland wurde im Sommer 1996 mit dem Ziel Kangerlussuaq (Søndre Strømfjord) eingerichtet.

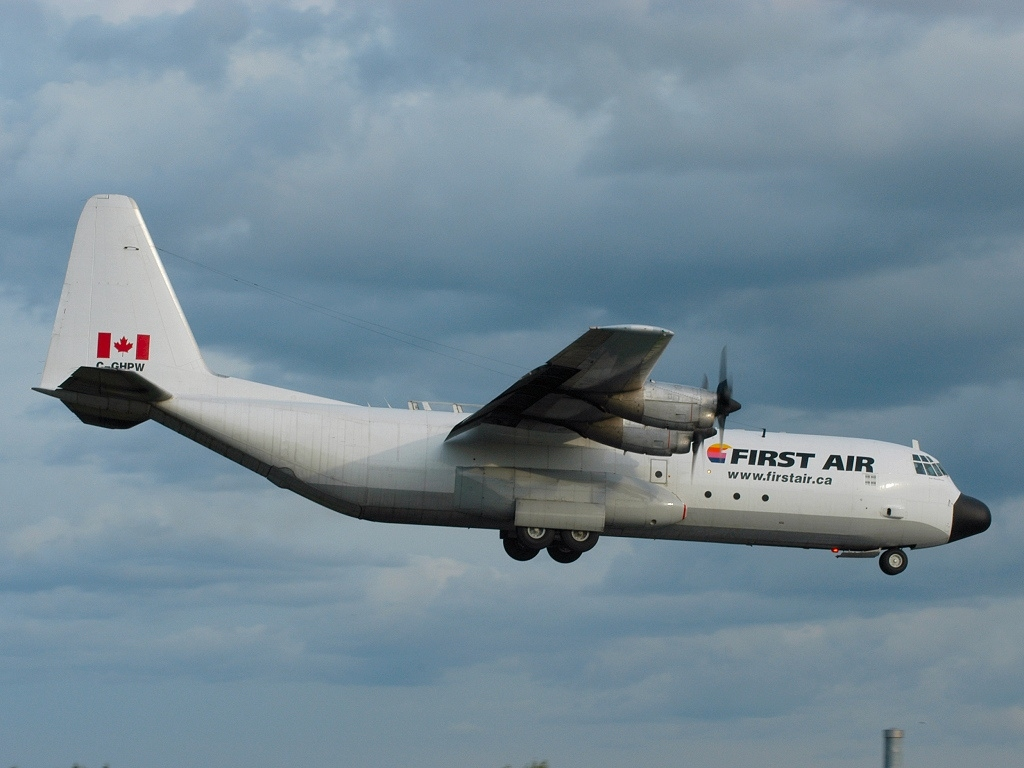
Eine Lockheed Hercules der First Air, 2003

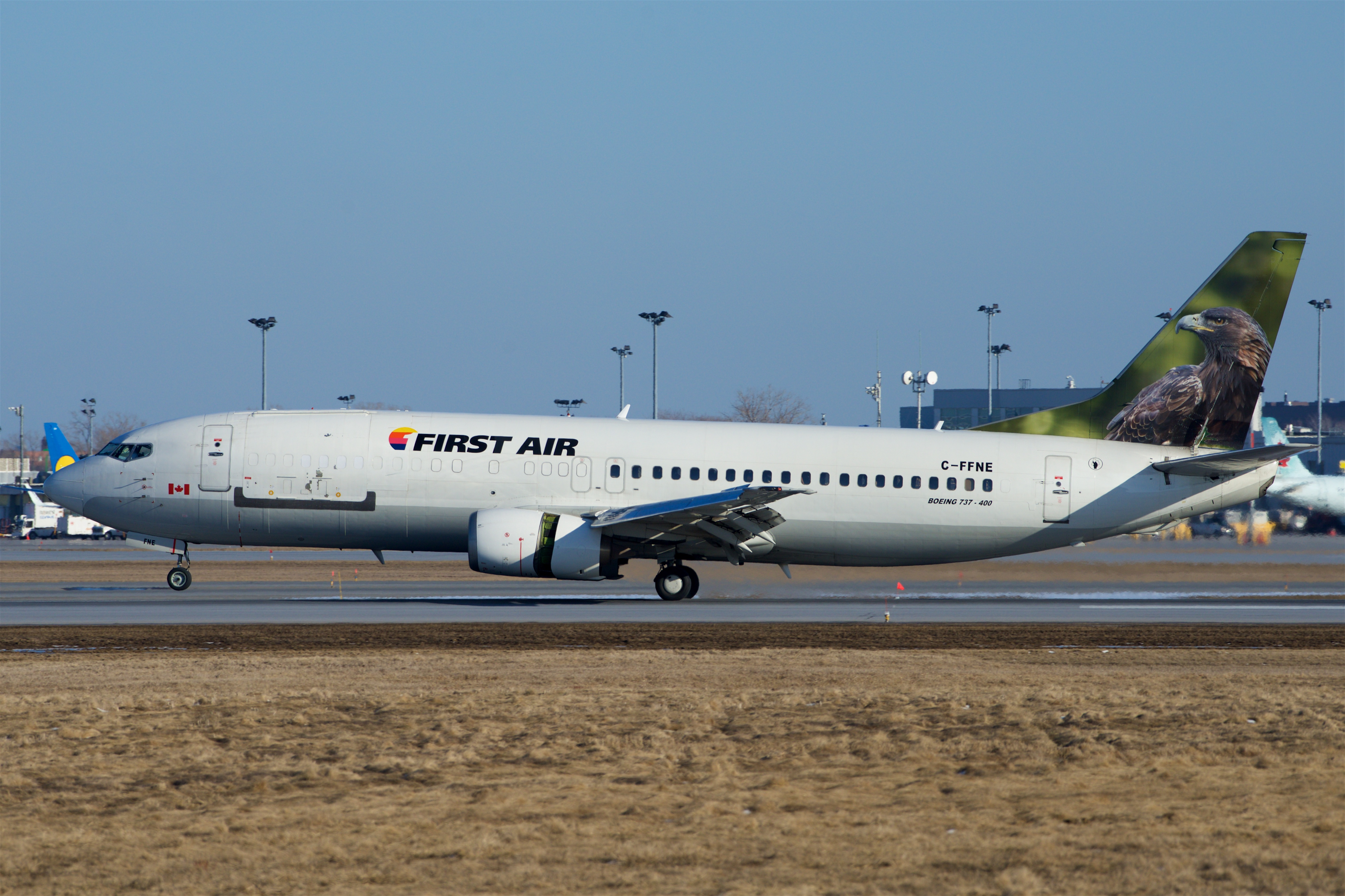
Eine Boeing 737-400 der First Air, 2016

Im Jahr 1995 erwarb First Air Ptarmigan Airways mit Basis auf dem Flughafen Yellowknife, 1997 Northwest Territorial Airways (NWT Air), ebenfalls aus Yellowknife, und ging eine Partnerschaft mit Air Canada ein. Durch diese Transaktionen erhielt First Air eine Lockheed L-100 Hercules und drei Boeing 737, von denen allerdings zwei in den Jahren 2001 und 2011 bei Unfällen zu Totalschäden wurden.
Ab Dezember 2001 wurde damit begonnen, die HS 748 allmählich durch die etwa gleich große ATR 42 zu ersetzen, zuerst vom Drehkreuz Yellowknife aus und ab November 2004 auch von Iqaluit aus. Anfang 2007 war nur noch eine einzige HS 748 im Einsatz, eine der zwei mit einem großen Frachttor ausgerüsteten Maschinen der Kombi-Version. Im Februar 2011 wurde auch diese letzte HS 748 außer Dienst gestellt, nachdem dieser Flugzeugtyp 32 Jahre lang betrieben worden war.
Ab 2015 hatte First Air eine Codesharing-Vereinbarung mit Canadian North und Calm Air.
Am 1. November 2019 fusionierte die Fluggesellschaft mit Canadian North. Die neue Gesellschaft trägt den Namen Canadian North.

## Flugziele
Zuletzt betrieb First Air Linienflüge zu 29 Orten in Nunavut, Northwest Territories, Manitoba, Alberta, Yukon, Québec und Ontario.

## Flotte

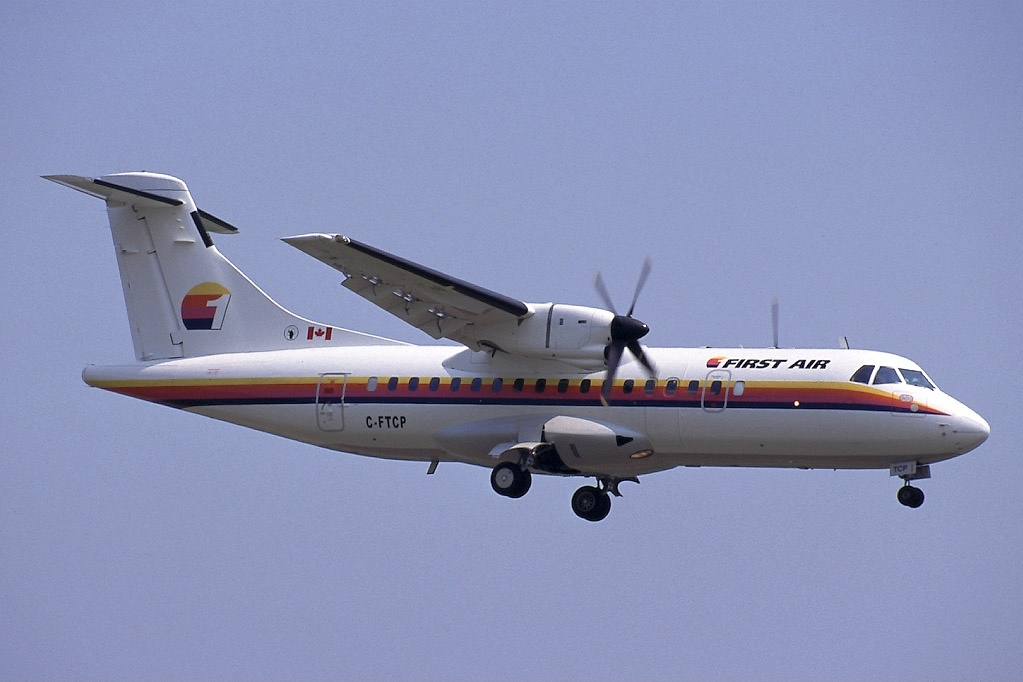
ATR-42-300 der First Air, 2002

### Flotte bei Betriebseinstellung
Mit Stand 31. Juli 2019 bestand die Flotte der First Air aus 18 Flugzeugen mit einem Durchschnittsalter von 26,9 Jahren. Laut kanadischem Luftfahrtregister besaß die Gesellschaft 17 Luftfahrzeuge (Stand: August 2020).
- 5 ATR 42-300 (können bei Bedarf zu Frachtflugzeugen umgerüstet werden)

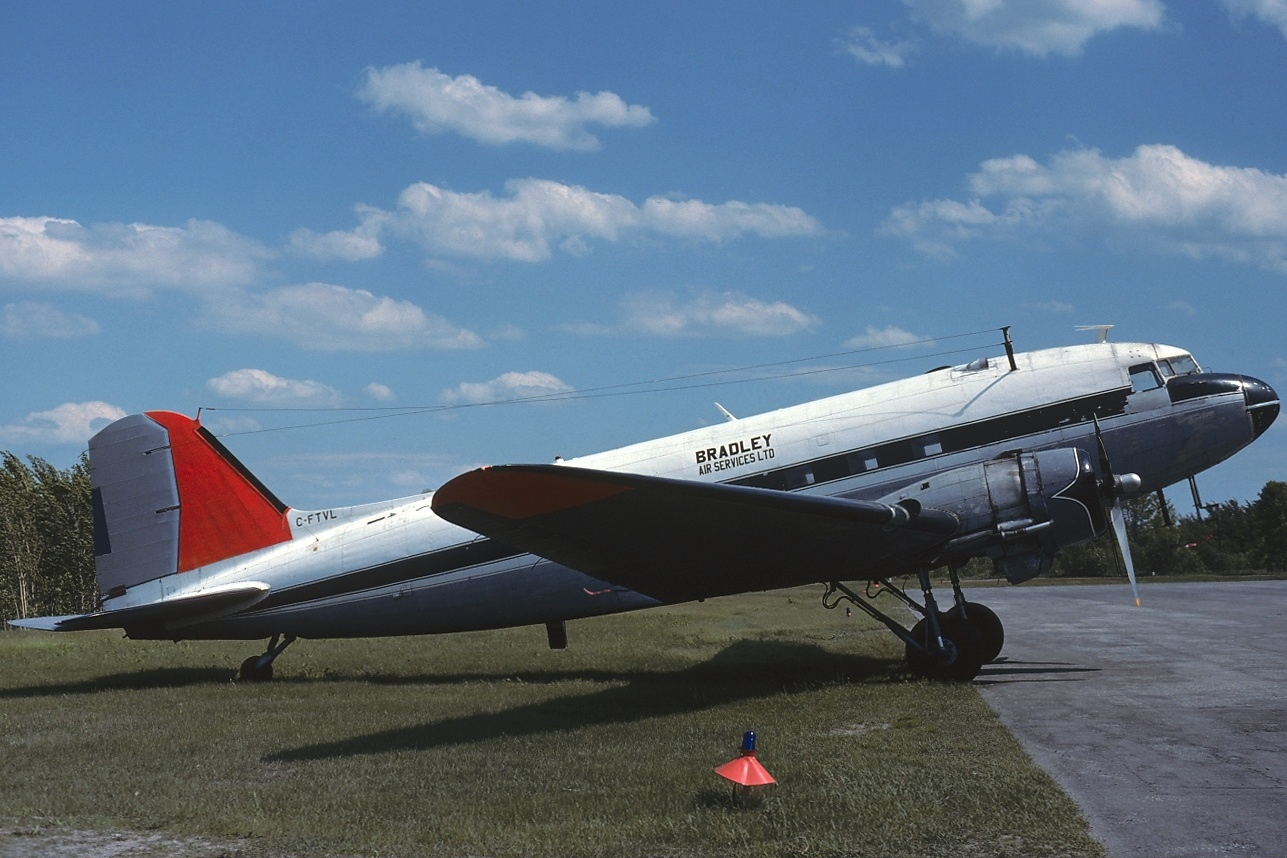
Douglas DC-3 der Bradley Air Services, 1985

- 2 ATR 42-320
- 6 ATR 42-500
- 1 Boeing 737-406
- 3 Boeing 737-436
- 1 BAe Avro RJ (geleast)

### Zuvor eingesetzte Flugzeuge

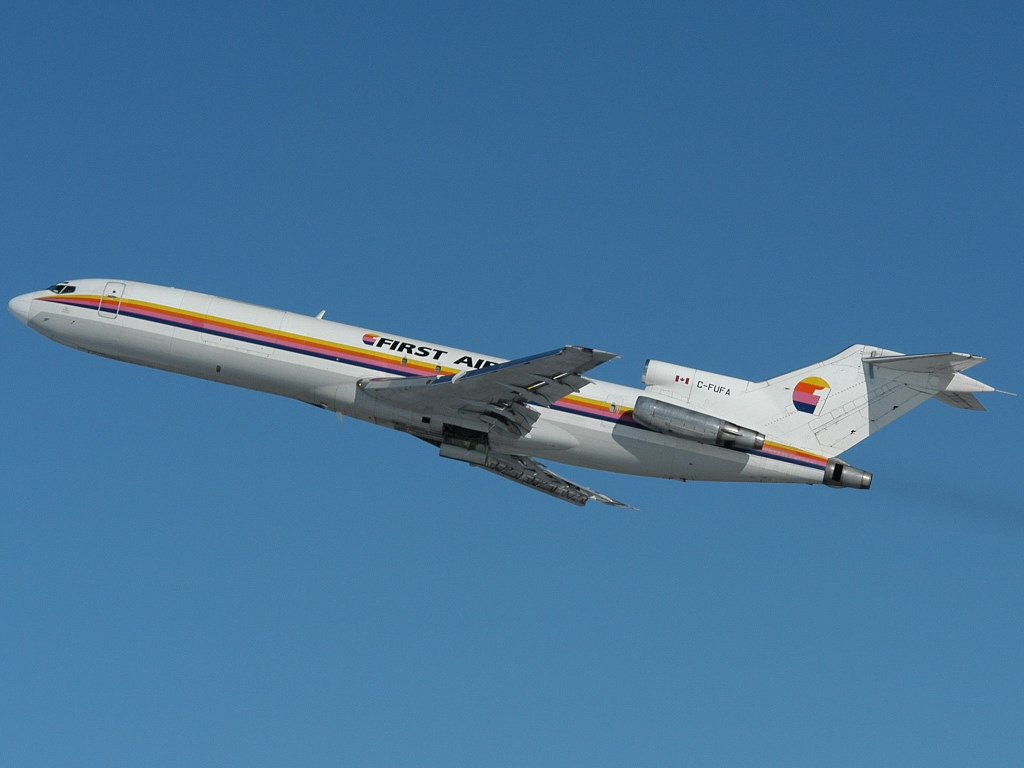
Boeing 727-200(F) der First Air, 2006

Vor dem Übergang in Canadian North wurden von Bradley Air Services und First Air auch folgende Flugzeugtypen betrieben:
- ATR 72
- Beechcraft 99
- Beechcraft King Air
- Boeing 727-100C
- Boeing 727-200
- Boeing 737-200
- Boeing 767-200
- Cessna 180
- Cessna Citation 500
- Cessna Citation 650
- de Havilland Canada DHC-2 Beaver
- de Havilland Canada DHC-3 Otter
- de Havilland Canada DHC-6 Twin Otter
- Douglas DC-3
- Grumman Gulfstream I
- Hawker Siddeley 748
- Lockheed L-100 Hercules

## Zwischenfälle
Von 1974 bis zur Betriebsübernahme 2019 kam es bei Bradley Air Services und First Air zu 11 Totalschäden
von Flugzeugen. Bei 6 davon kamen 28 Menschen ums Leben. Vollständige Liste:
- Am 28. Januar 1974
  - wurde eine de Havilland Canada DHC-6 Twin Otter der Bradley Air Services (Luftfahrzeugkennzeichen CF-DIJ) bei einem Hangarbrand auf dem Flughafen Ottawa/Carp (Ontario, Kanada) zerstört. Es befanden sich keine Personen an Bord.[15]
  - wurde eine Douglas DC-3/C-47B der Bradley Air Services (CF-TVK) beim selben Hangarbrand auf dem Flughafen Ottawa/Carp zerstört. Auch hier befanden sich keine Personen an Bord.[16]

- Am 23. August 1978 verunglückte eine de Havilland Canada DHC-6 Twin Otter der Bradley Air Services (C-FQDG) kurz vor der Landung auf dem Zielflughafen Frobisher Bay (Nordwest-Territorien, Kanada). In etwa 10 Meter Höhe rollte die Maschine plötzlich scharf nach links, streifte eine Antenne und schlug in Rückenlage auf. Einer der beiden Piloten kam ums Leben, der andere sowie die vier Passagiere überlebten.[17]

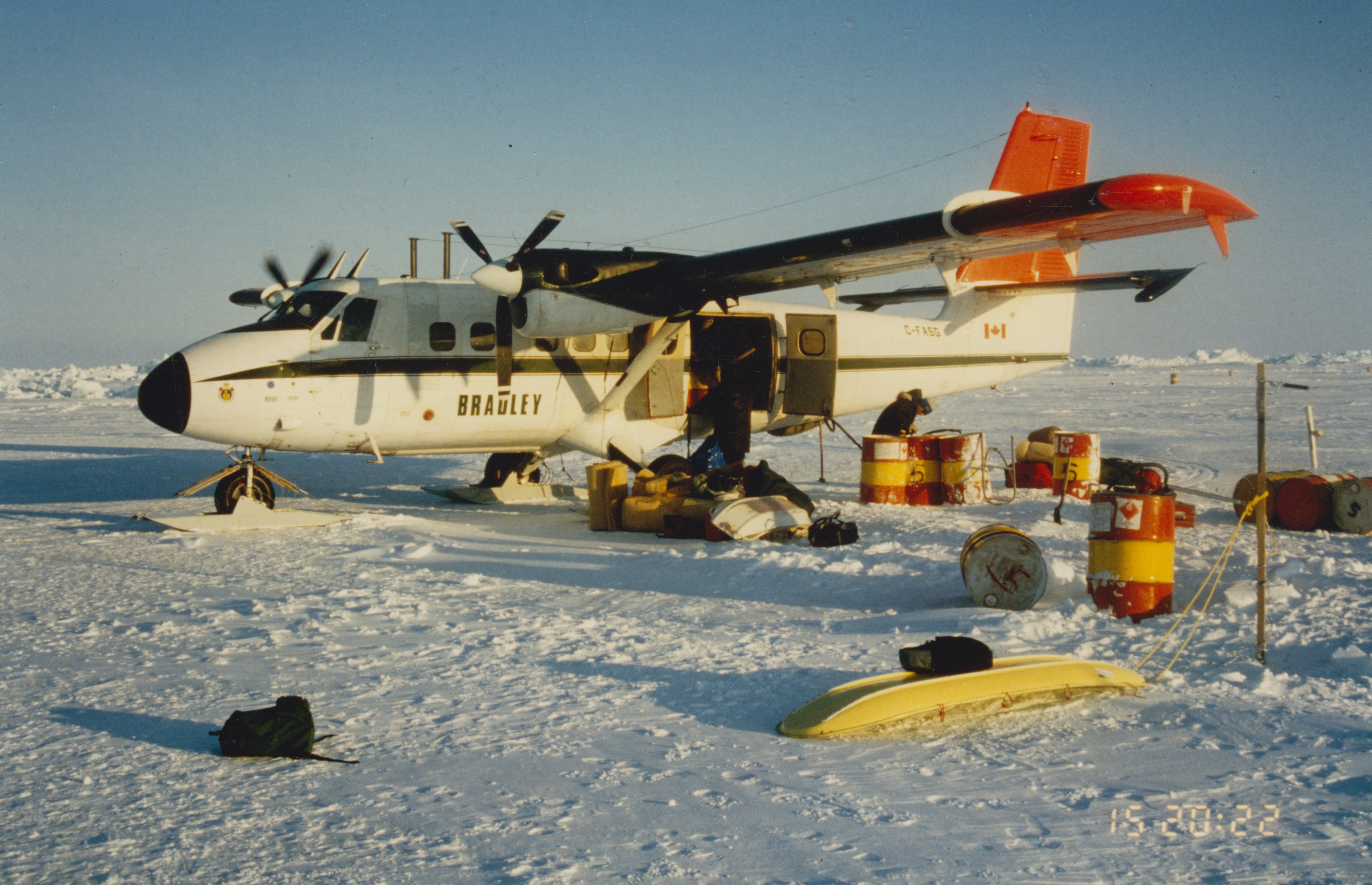
de Havilland Canada DHC-6 Twin Otter der Bradley Air Services, baugleich mit den verunglückten DHC-6; hier auf dem arktischen Meereis, 440 km südlich des Nordpols, 1990

- Am 29. August 1979 wurde eine de Havilland Canada DHC-6 Twin Otter der Bradley Air Services (C-GROW) nahe dem Zielflughafen Frobisher Bay (Nordwest-Territorien, Kanada) ins Gelände geflogen. Mit dem Flugzeug wurden an diesem Tag mehrere Flüge unter Sichtflugregeln nach Brevoort Island durchgeführt, 215 Kilometer östlich von Iqaluit. Beim dritten Rückflug wurden den Piloten tiefe Wolken in 400 Fuß (120 Meter) Höhe über dem Flughafen gemeldet. Die Maschine wurde 400 Meter östlich des Flughafens in nur 30 Meter Höhe ins Gelände geflogen. Alle 9 Insassen, 2 Besatzungsmitglieder und 7 Passagiere, wurden bei diesem CFIT (Controlled flight into terrain) getötet.[18]

- Am 15. März 1981 brach eine de Havilland Canada DHC-6 Twin Otter der Bradley Air Services (C-FDHT) bei der Landung an der „Station Nord“ in Grönland durch das Eis und versank. Das Flugzeug war auf einem Charterflug für das Polar Science Centre der University of Washington.[19] Alle Insassen überlebten.[20]

- Am 15. September 1988 stürzte eine Hawker Siddeley 748 der Bradley Air Services (C-GFFA) auf dem Weg von Montréal-Dorval zum Flughafen Ottawa International (Québec, Kanada) im Anflug ab. Durch Wartungsfehler waren die Querruderkabel asymmetrisch eingestellt, was zu ungesteuerten Vollausschlägen mit zwangsläufigem Kontrollverlust und Absturz bei Cheney, Ontario, 34 Kilometer ostsüdöstlich des Zielflughafens Ottawa führte.[21] Der vorgeschriebene Testflug nach der Einstellung der Kabel war unterlassen worden. Beitragend zur Unfallursache waren die Konstruktion des Querrudersystems, unvollständige und mehrdeutige Wartungsvorschriften des Herstellers sowie das Fehlen von dessen Informationen für die Piloten bezüglich des Verhaltens des Querrudersystems und Bedienung in Notfällen. Die einzigen Insassen, die beiden Piloten, kamen ums Leben (siehe auch Flugunfall der Bradley Air Services bei Cheney).[22]

- Am 12. Januar 1989 wurde eine Hawker Siddeley 748 der Bradley Air Services (C-GDOV) auf dem Flug nach Montréal-Dorval kurz nach dem Nachtstart vom Flughafen Dayton International (Ohio, USA) etwa 2 Kilometer nördlich davon ins Gelände geflogen.[23] Ursache waren die bekannt mangelhafte Beherrschung des Instrumentenflugs auf Seiten des Kopiloten sowie dessen unzureichende Überwachung durch den Kommandanten. Bei diesem CFIT (Controlled flight into terrain) wurden beide Piloten getötet, die einzigen Insassen auf dem Frachtflug.[24]

- Am 12. August 1996 verunglückte eine de Havilland Canada DHC-6 Twin Otter der First Air (Luftfahrzeugkennzeichen C-GNDN) bei der Landung auf einer Landepiste bei Markham Bay, Kanada. Beide Besatzungsmitglieder kamen ums Leben. Die Untersuchung kam zum Schluss, dass sich die Besatzung zum verspäteten Durchstarten entschloss und dies zum Unfall geführt habe. Wahrscheinlich hatte das dreifache Aufsetzen auf der nur 209 Meter langen Piste zur Entscheidung beigetragen (siehe auch First-Air-Flug 64).[25]

- Am 3. Dezember 1998 wurde eine Hawker Siddeley 748 der Bradley Air Services (C-FBNW) bei einem Startabbruch auf dem Flughafen Iqaluit (Nunavut, Kanada) irreparabel beschädigt.[26] Aufgrund von Beladefehlern des Lademeisters lag der Schwerpunkt des Flugzeugs deutlich weiter vorne als berechnet. Die dadurch benötigten höheren Kräfte am Steuer führten dazu, dass der Kapitän beim Rotieren nicht ausreichend stark zog und zu der irrigen Annahme kam, die  Flugfähigkeit der Maschine sei beeinträchtigt. Obwohl die Entscheidungsgeschwindigkeit V1 für einen Startabbruch schon um rund 20 Knoten überschritten war, brach er den Start nur 530 Meter vor dem Startbahnende noch ab. Bei dessen Überrollen hatte das Flugzeug immer noch eine Geschwindigkeit von etwa 100 Knoten (185 km/h). Nach dem Zusammenbruch des Fahrwerks rutschte es noch 240 Meter auf dem Bauch über felsiges Gelände und wurde irreparabel beschädigt. Alle sieben Insassen, vier Besatzungsmitglieder und drei Passagiere, überlebten.[27]

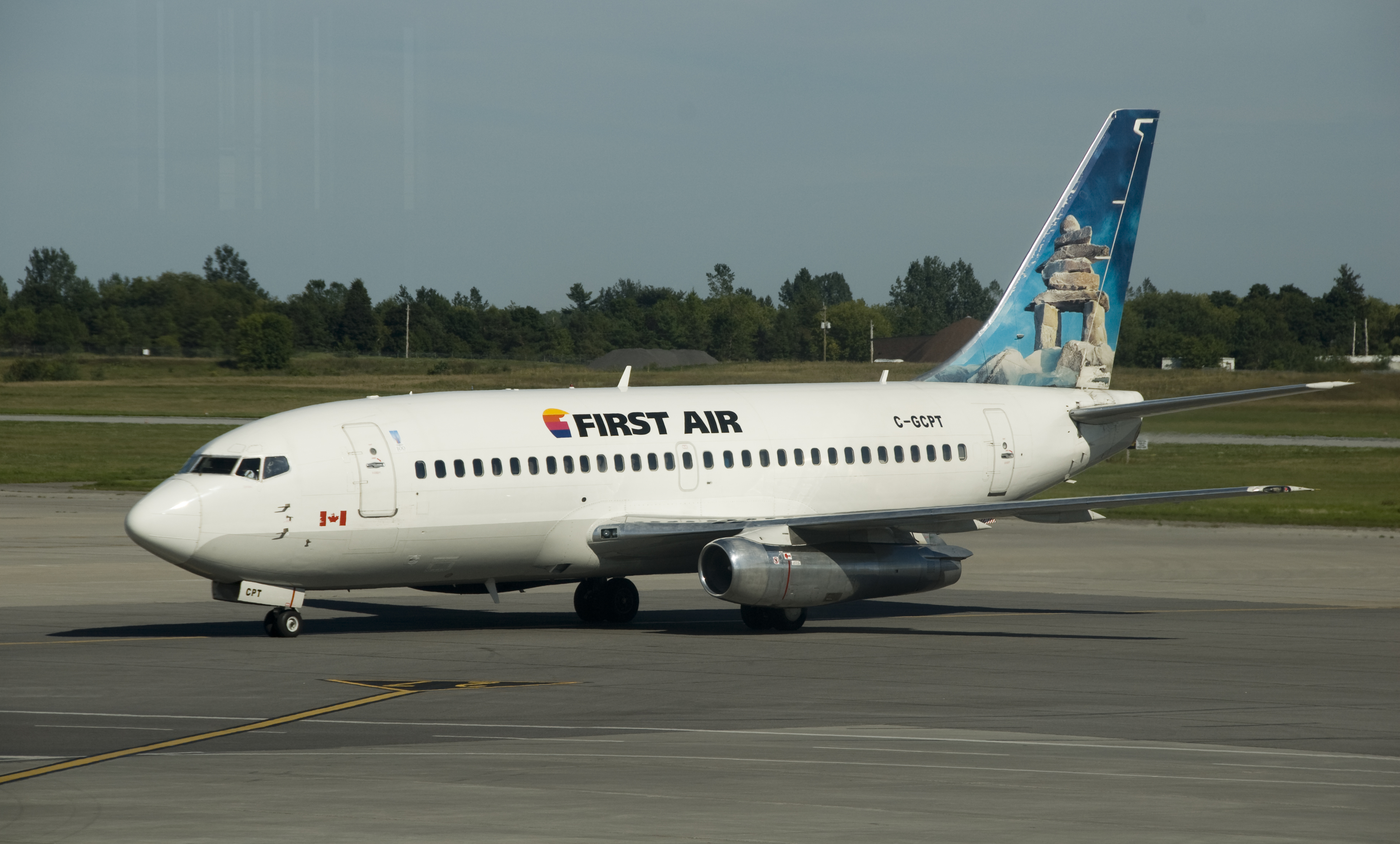
Eine mit den 2001 und 2011 verunglückten baugleiche Boeing 737-200 der First Air

- Am 22. Mai 2001 verunglückte eine Boeing 737-200 (C-GNWI) der First Air aus Edmonton kommend bei der Landung auf dem Flughafen Yellowknife. Die zu hohe Sinkgeschwindigkeit führte zum zweimaligen Hochspringen der Maschine, die nach Eingreifen des ursprünglich nicht fliegenden Kapitäns dann mit dem Bugfahrwerk zuerst aufschlug. Das Flugzeug wurde irreparabel beschädigt. Alle 104 Insassen überlebten den Unfall.[28]

- Am 20. August 2011 wurde eine Boeing 737-200 der First Air (C-GNWN), unterwegs von Yellowknife zum Flughafen Resolute Bay in der kanadischen Arktis, kurz vor der Landung in einen 120 Meter hohen Hügel geflogen. Von 11 Passagieren und 4 Besatzungsmitgliedern an Bord kamen 12 ums Leben.[29] Im Januar 2012 stufte das kanadische Transportation Safety Board den Zwischenfall in einem vorläufigen Bericht als Controlled flight into terrain (CFIT) ein. Zu den Unfallursachen zählten ein Problem mit der Kalibrierung der Kompasse an Bord, ein unbemerkt abgeschalteter Autopilot sowie nicht genügend Beachtung des Kapitäns über geäußerte Bedenken seines Copiloten hinsichtlich des falschen Kurses (siehe auch First-Air-Flug 6560).[30][31]